# Tarucus fluvialis
Tarucus fluvialis är en fjärilsart som beskrevs av Grose-smith 1895. Tarucus fluvialis ingår i släktet Tarucus och familjen juvelvingar. Inga underarter finns listade i Catalogue of Life.